# Révolution de la Dignité
Pour les articles homonymes, voir révolution de février (homonymie).
Ne doit pas être confondu avec révolution orange.
La révolution de la Dignité, également dénommée révolution de Maïdan, ou révolution de Février, a lieu entre le 18 et le 23 février 2014, à la suite de l'Euromaïdan. Ces jours-là, des affrontements meurtriers éclatent à Kiev — la capitale ukrainienne — entre manifestants et forces de l'État et aboutissent à la destitution par le Parlement du président élu et au retour à la Constitution de 2004. Cela conduit également au déclenchement de la guerre russo-ukrainienne,.
En novembre 2013, une vague de protestations à grande échelle (connue sous le nom d'Euromaïdan) débute en réponse à la décision soudaine du président de l'Ukraine Viktor Ianoukovytch de suspendre l’accord d'association entre l'Ukraine et l'Union européenne et de « relance[r] un dialogue actif avec Moscou », choisissant plutôt d'établir des liens plus étroits avec la Russie et l'Union économique eurasiatique. Plus tôt cette année-là, la Verkhovna Rada (parlement ukrainien) a approuvé à une large majorité la finalisation de l'accord avec l'UE. La Russie fait alors pression sur l'Ukraine pour la rejeter. La portée des manifestations prend de l'ampleur, avec des appels à la démission de Ianoukovytch et du gouvernement Azarov. Les manifestants s'opposent à ce qu'ils considèrent comme une corruption généralisée du gouvernement et des abus de pouvoir, l'influence des oligarques, la violence policière et les violations des droits de l'homme,. Les lois anti-manifestations répressives alimentent davantage la colère. Un grand camp de protestation barricadé occupe la place de l'Indépendance dans le centre de Kiev tout au long du « soulèvement de Maïdan ».
En janvier et février 2014, des affrontements à Kiev entre des manifestants et la police spéciale anti-émeute (Berkout) entraînent la mort de 108 manifestants et 13 policiers et de nombreux blessés. Les premiers manifestants sont tués lors de violents affrontements (en) avec la police dans la rue Hrouchevsky du 19 au 22 janvier. À la suite de ces événements, des manifestants occupent des bâtiments gouvernementaux dans tout le pays et le gouvernement est forcé à démissionner. Les affrontements les plus meurtriers ont lieu du 18 au 20 février, qui s'avèrent être les violences les plus graves en Ukraine depuis l'indépendance du pays en août 1991. Des milliers de manifestants avançant vers le parlement, menés par des militants équipés de boucliers et de casques, sont la cible des tireurs d'élite de la police. Le 21 février, Ianoukovytch et l'opposition parlementaire signent un accord pour mettre en place un gouvernement d'union intérimaire, des réformes constitutionnelles et des élections anticipées. La police abandonne le centre de Kiev cet après-midi-là et les manifestants en prennent le contrôle. Ianoukovytch fuit la ville dans la soirée. Le lendemain, 22 février, le parlement ukrainien vote la destitution de Ianoukovytch par 328 voix contre 0 (72,8 % des 450 membres du parlement),,.
L'ancien président destitué affirme que ce vote est frauduleux et demande l'aide de la Russie. Le Kremlin considère le renversement de Ianoukovytch comme un coup d'État illégal (et une « prise de pouvoir militaire ») et ne reconnait pas le gouvernement intérimaire d'Oleksandr Tourtchynov,. Des manifestations prorusses et contre-révolutionnaires éclatent dans le sud et l'est de l'Ukraine. La Russie occupe puis annexe la Crimée,, tandis que des séparatistes prorusses armés saisissent les bâtiments gouvernementaux et proclament les États indépendants de Donetsk et Lougansk, déclenchant la guerre du Donbass.
Le Parlement rétablit les amendements de 2004[Lesquels ?] à la constitution ukrainienne[Pas dans la source]. Un gouvernement intérimaire proeuropéen, dirigé par Arseni Iatseniouk, signe l'accord d'association avec l'UE et dissous le Berkout. Petro Porochenko est élu président après une victoire aux élections présidentielles de 2014. Le nouveau gouvernement entame une révocation des fonctionnaires associés au régime renversé,,. Une décommunisation (ou dé-soviétisation) généralisée du pays s'ensuit.

## Chronologie

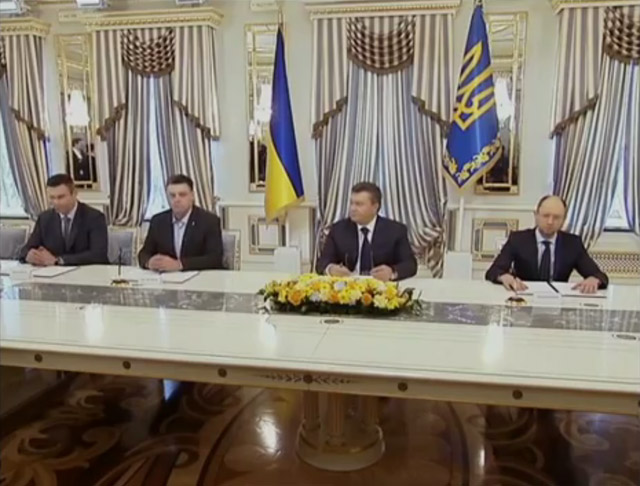
Viktor Ianoukovytch, la veille de sa destitution, en compagnie des chefs de l'opposition, après la signature d'un accord de sortie de crise.

Le 18 février, après des affrontements entre la police et des manifestants, le gouvernement lance un ultimatum aux contestataires leur enjoignant de quitter la place. Après la fin de l'ultimatum, les policiers tentent de reprendre la place de l'Indépendance, sans succès.
Le 20 février, le bilan est de 82 morts et 622 blessés. Les ministres des Affaires étrangères allemand, polonais et français entament sur place des négociations avec Ianoukovytch et les représentants de l'opposition, dans le but de signer un accord de sortie de crise.
Le Président Ianoukovytch et l'opposition ukrainienne signent alors, en présence de la médiation européenne, un accord de sortie de crise prévoyant d'importantes concessions du pouvoir: l'accord prévoyait notamment une élection présidentielle anticipée et le retour à la Constitution de 2004.
Le 21 février, Ianoukovytch annonce donc des élections anticipées en décembre 2014 et un retour à la Constitution amendée de 2004. Mais les manifestants attendent sa démission et continuent à occuper les rues. Dans la soirée, le président Ianoukovytch fuit Kiev pour une destination inconnue.

Le 22 février, alors que des rumeurs évoquent sa démission, Viktor Ianoukovytch réapparait mais dans son fief de Kharkiv, dans l'est prorusse du pays. Il déclare lors d'une dernière allocution télévisée, qu'il refuse de démissionner et évoque un « coup d'État » en faisant un parallèle avec l'arrivée des nazis en Allemagne. 
« Je n’ai pas l’intention de quitter le pays. Je n’ai pas l’intention de démissionner. Je suis un président légitimement élu. Tous les médiateurs internationaux avec lesquels j’ai travaillé m’ont donné des garanties pour ma sécurité : je vais voir comment ils vont remplir ce rôle. Tout ce qui se passe aujourd’hui, c’est bien sûr du vandalisme, du banditisme, et un coup d’Etat »,
Aussitôt, du fait de son absence de Kiev non due à un cas de force majeure ou un problème de santé et en l'accusant de violation massive des droits de l'homme, Ianoukovytch est déclaré dans l'incapacité d'exercer ses fonctions par la Rada à 328 députés sur 450, soit 72 % des votes, sur la base des articles 108 et 110 de la constitution. Dans la foulée, la Rada limoge 5 membres du conseil constitutionnel dont son président,.
Le Parlement justifie cette décision par le fait que Viktor Ianoukovytch a abandonné ses fonctions et en l'accusant de violation massive des droits de l'homme. Viktor Ianoukovytch dénonce un coup d'État.
Le Parlement fixe également au 25 mai 2014 la prochaine élection présidentielle par 328 voix sur 450. Oleksandr Tourtchynov assure l'intérim et Ioulia Tymochenko, emprisonnée depuis deux ans et demi, retrouve la liberté,.

## Conséquences
Le 23 février, juste après le changement de gouvernement, les proMaïdan sont largement majoritaires en Ukraine, mais pas dans la Région du Donbass, dont les villes principales sont Donetsk, Louhansk et Kharkiv. Ce même jour, à Karkhiv, des antiMaïdan empêchent les proMaïdan de déboulonner la statue de Lénine sur la place de la Liberté.
Plus on se rapproche du Sud-Est, plus la population d'origine russe implantée de Catherine II à Staline est majoritairement prorusse, voire ne reconnaît pas les nouvelles institutions et conteste la représentativité des députés du Parti des régions, qui ont lâché Ianoukovytch.
Mais ce qui met le feu aux poudres est l'abrogation de la loi sur les langues officielles régionales, votée par la Rada. Elle retire à la langue russe (comme au roumain, au hongrois et au tatar de Crimée) le statut de langue officielle dans 13 des 27 régions, lesquelles sont situées essentiellement au sud et à l'est du pays — même si le président par intérim explique que ces langues resteront pratiquées et enseignées et que cette mesure sera appliquée à long terme et non pas immediatement.
Du Donbass à la Crimée, des brigades d'autodéfense sont créées partout où la population est majoritairement de souche russe, particulièrement à Sébastopol, où se trouve la base navale louée par l'Ukraine à la Flotte russe de la mer Noire et où un maire prorusse est élu à main levée pour « le retour à la stabilité »: Alexeï Tchaly.
Début mars 2014, la république autonome de Crimée est de facto détachée de Kiev. Aussitôt, un référendum sur le statut de la péninsule de Crimée est organisé et tenu le 16 mars. À la suite de cela, le 18 mars, la république de Crimée signe un traité entérinant son rattachement à la fédération de Russie.
Dans le courant du mois d'avril, les prorusses prennent d'assaut les institutions de plusieurs villes de l'oblast de Donetsk et de l'oblast de Louhansk et proclament l'indépendance des deux régions en tant que république populaire de Donetsk et république populaire de Louhansk. Des référendums d'autodétermination sont organisés le 11 mai 2014 afin de « valider » ces déclarations d'indépendance, référendums qui ont recueilli selon les autorités qui les ont organisés une très large majorité de voix favorables.

## Galerie d'images

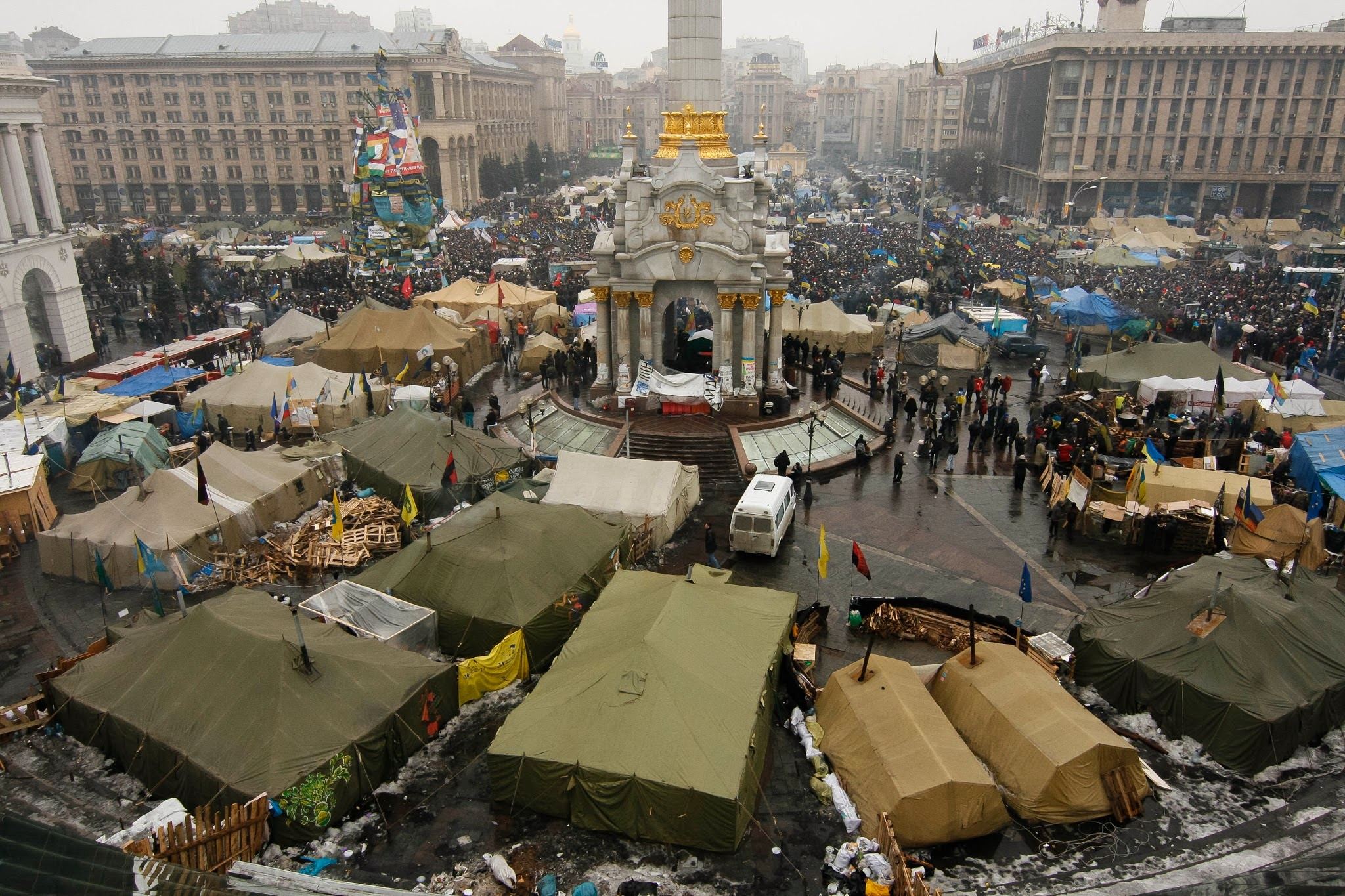
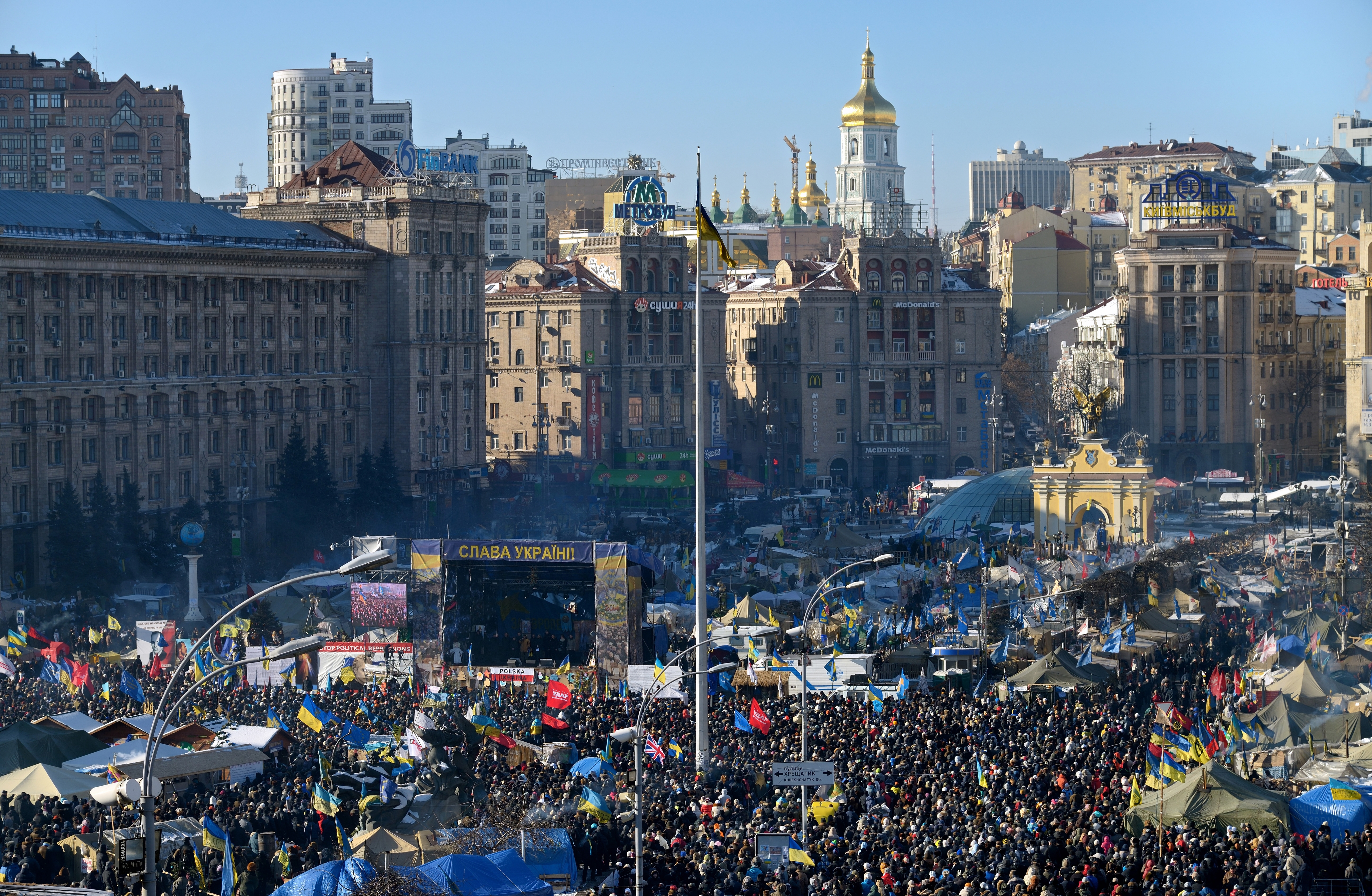
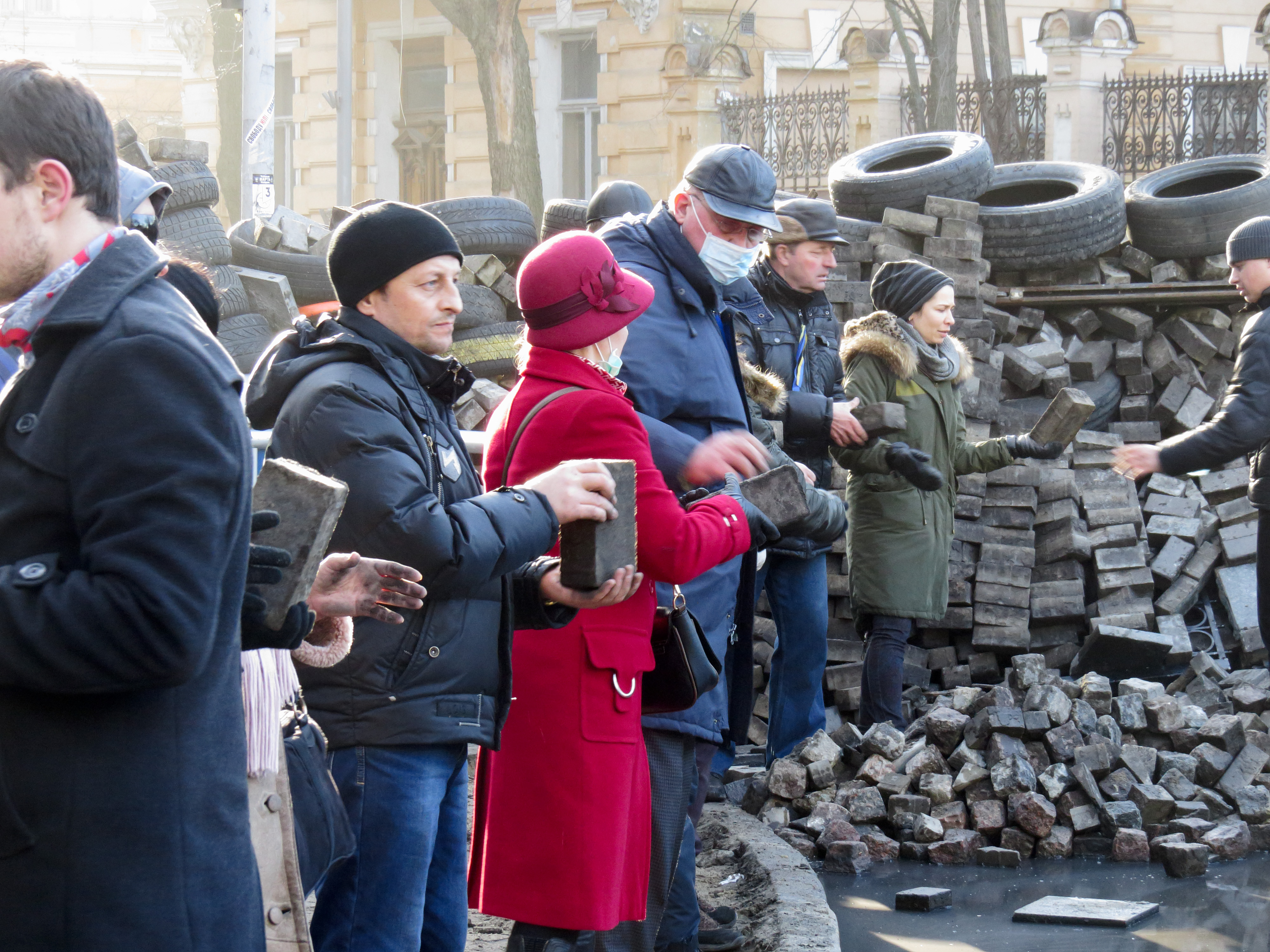
Manifestants érigeant des barricades le 18 février.
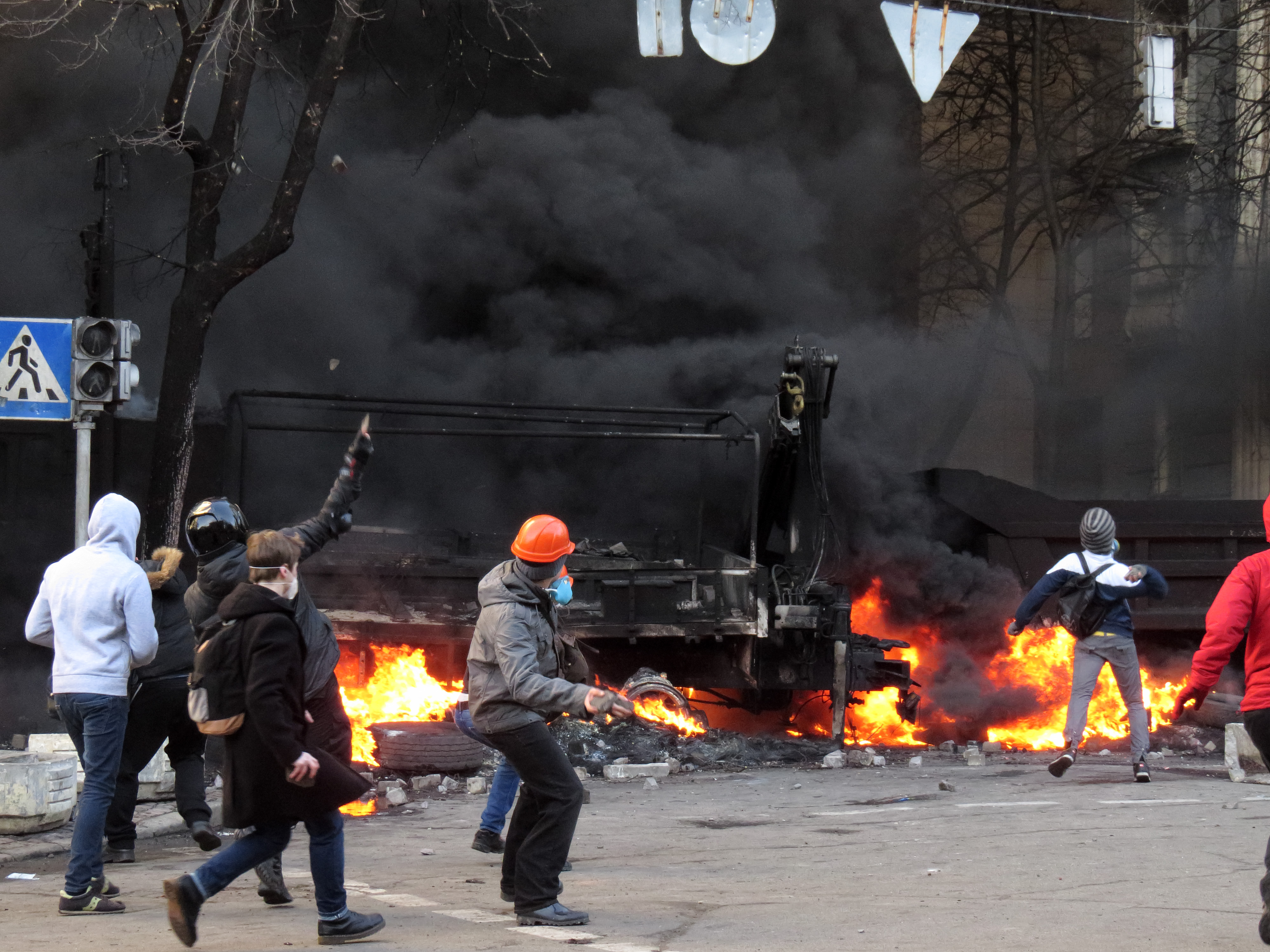
Combats entre manifestants et forces de l'ordre.
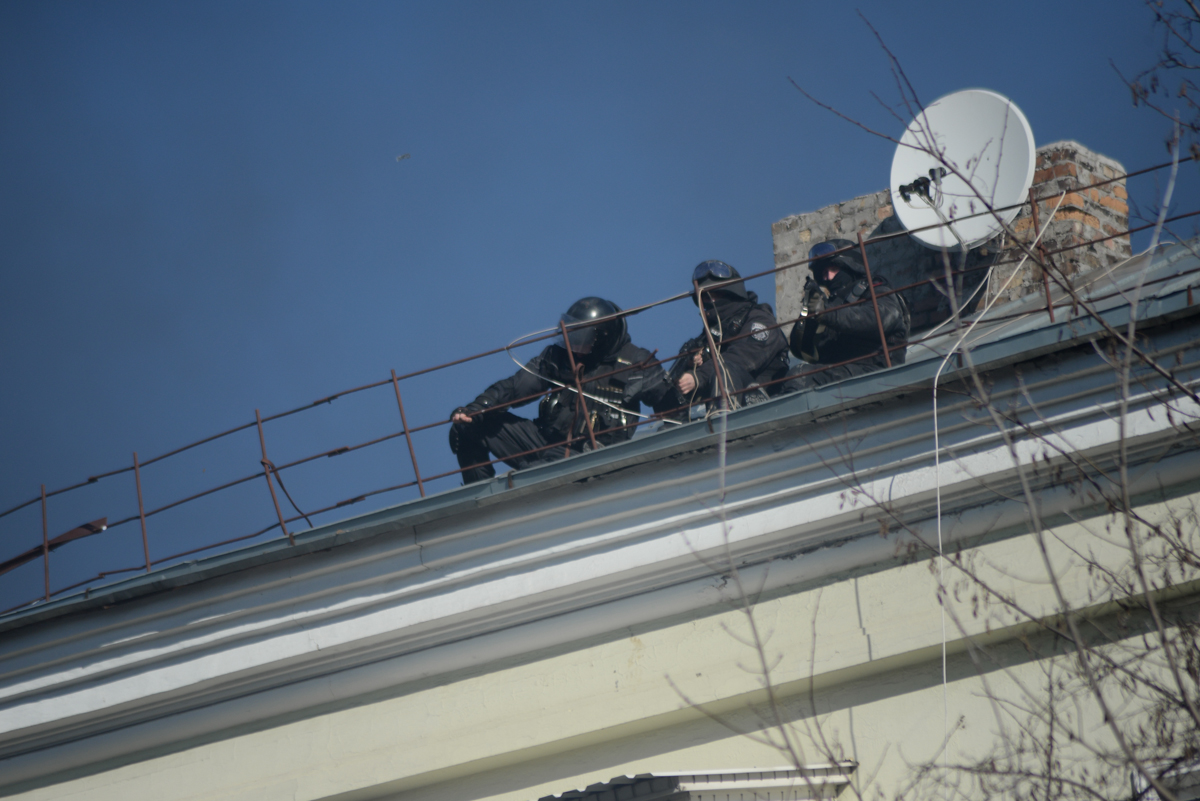
Snipers de la police.
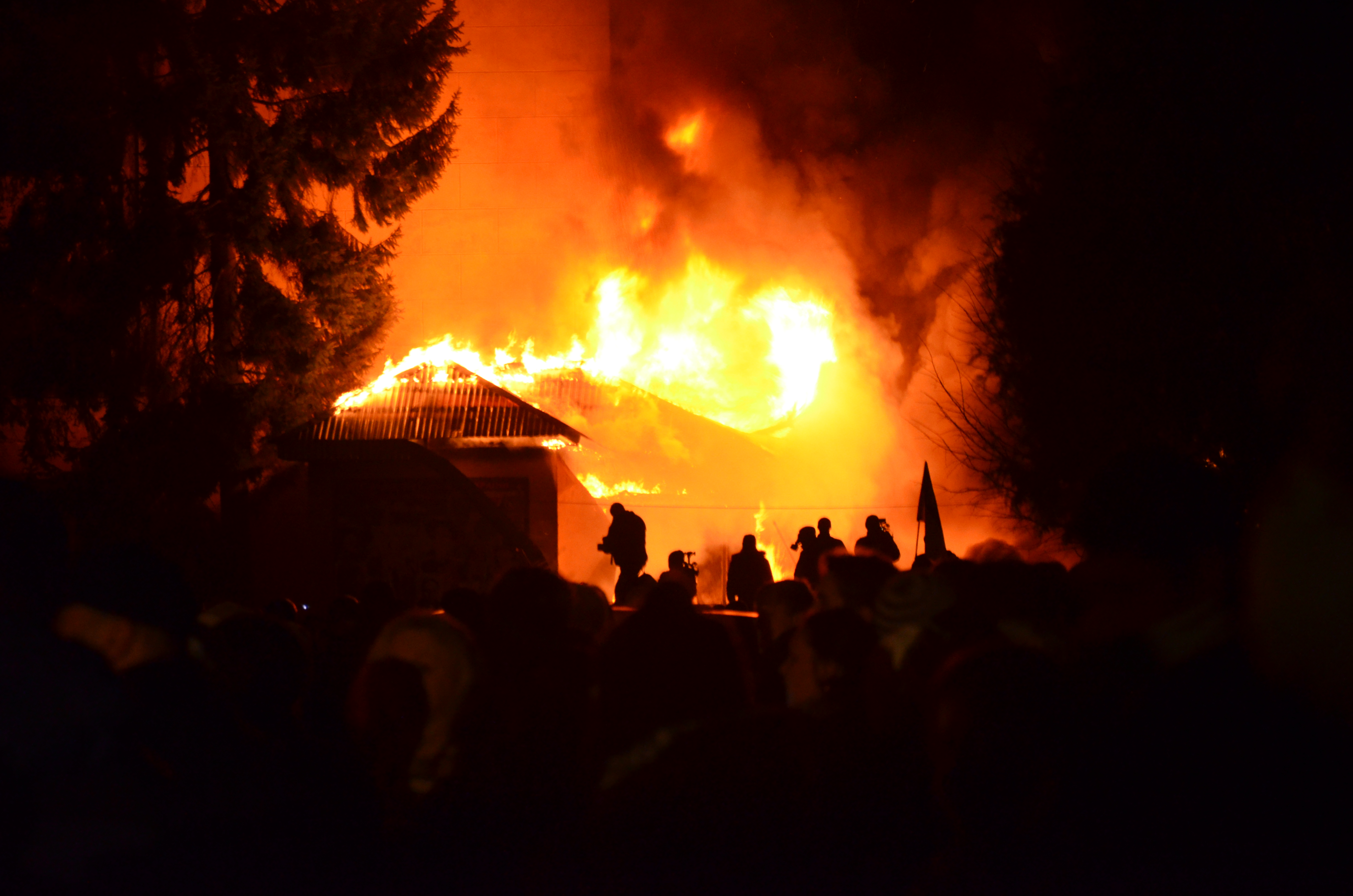
Incendie d'une barricade près du quartier des forces de sécurité à Lviv le 19 février.
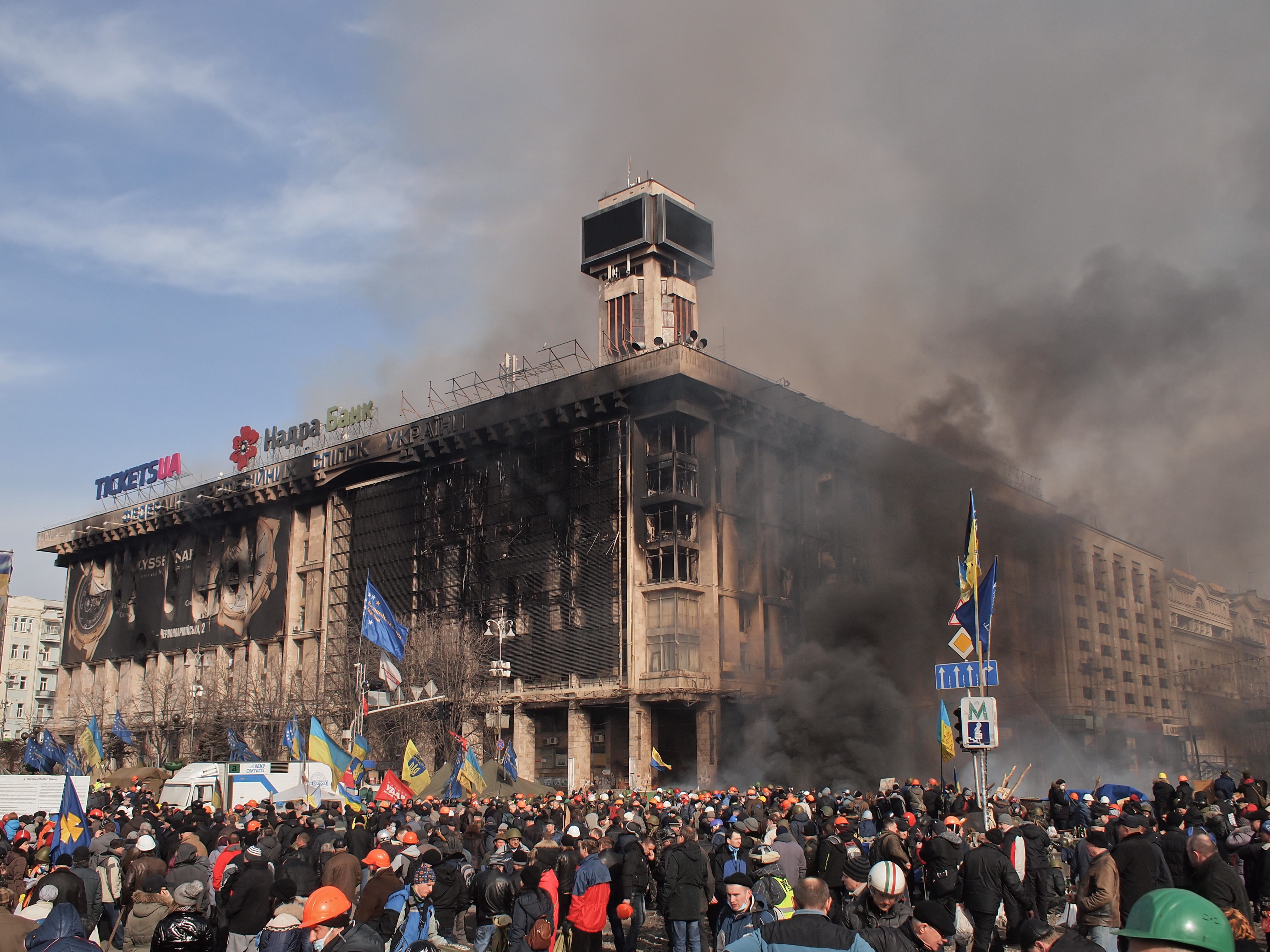
Incendie le 19 février 2014.
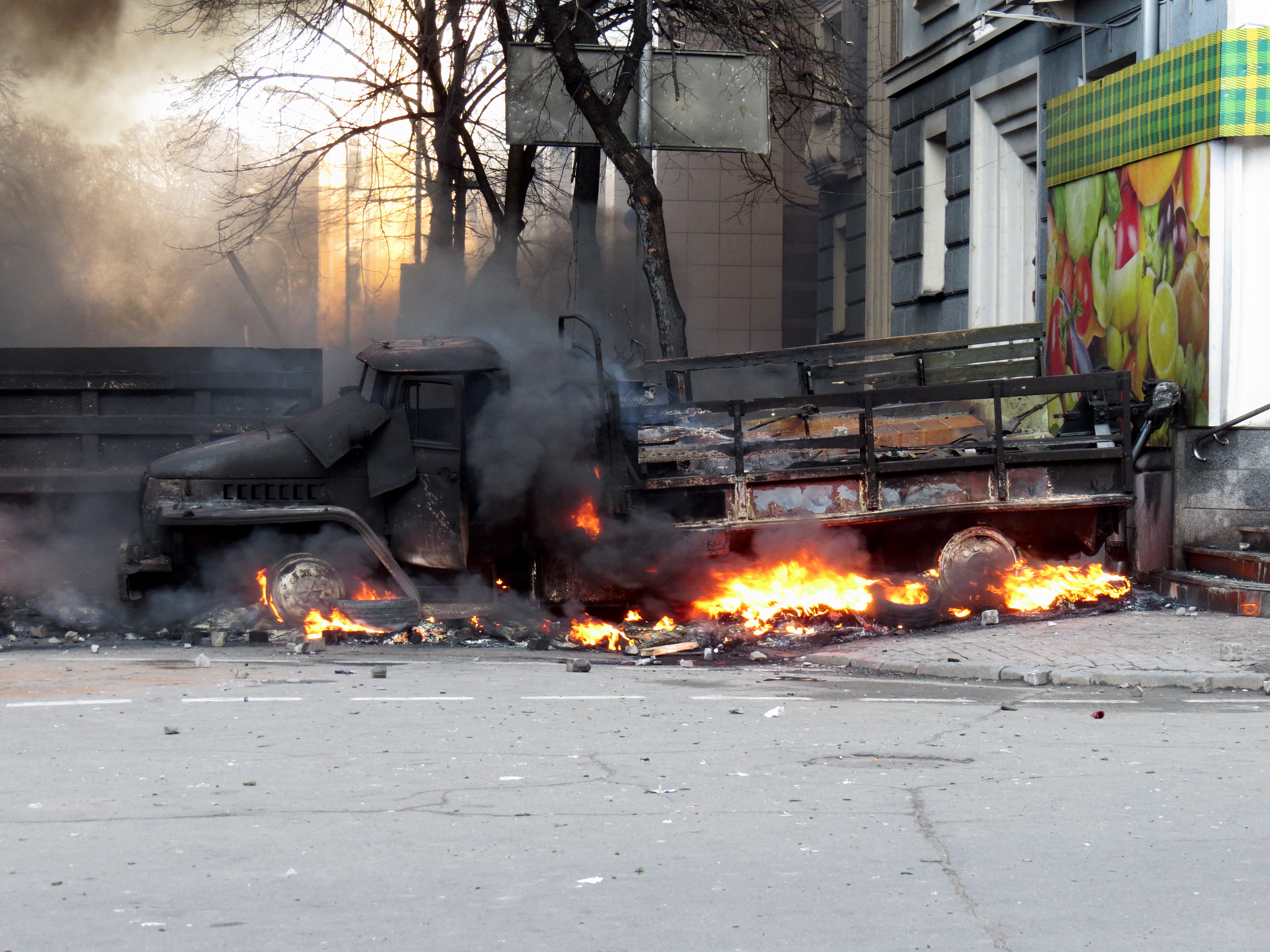
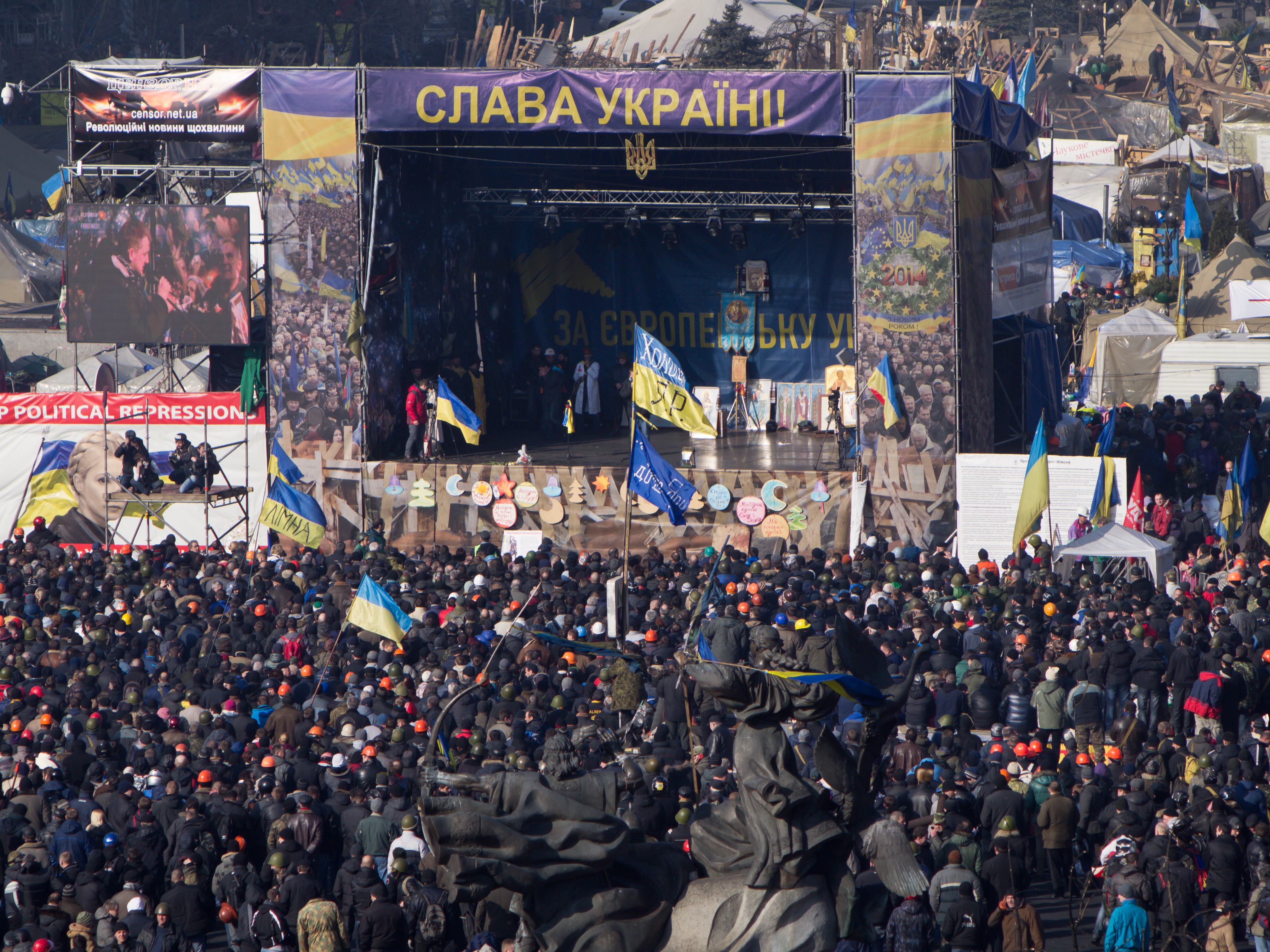
Foule à Kiev après que l'accord de sortie de crise fut signé le 21 février.
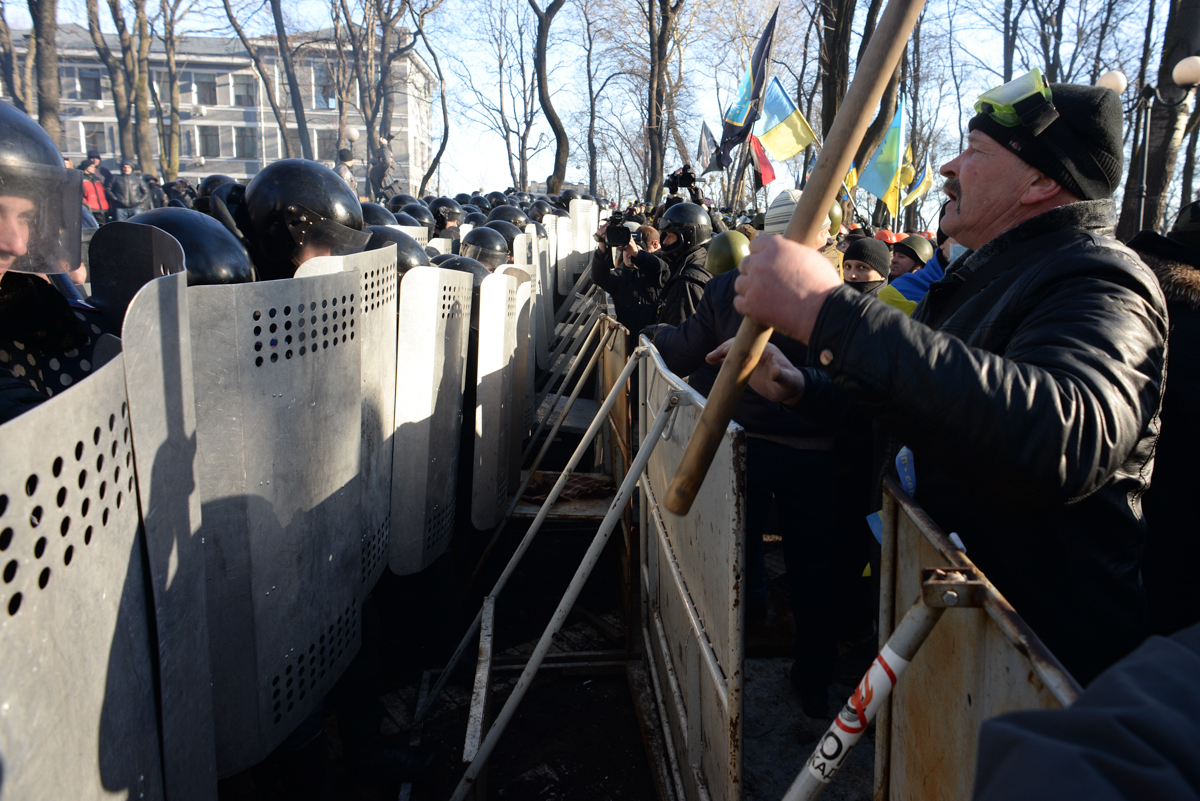
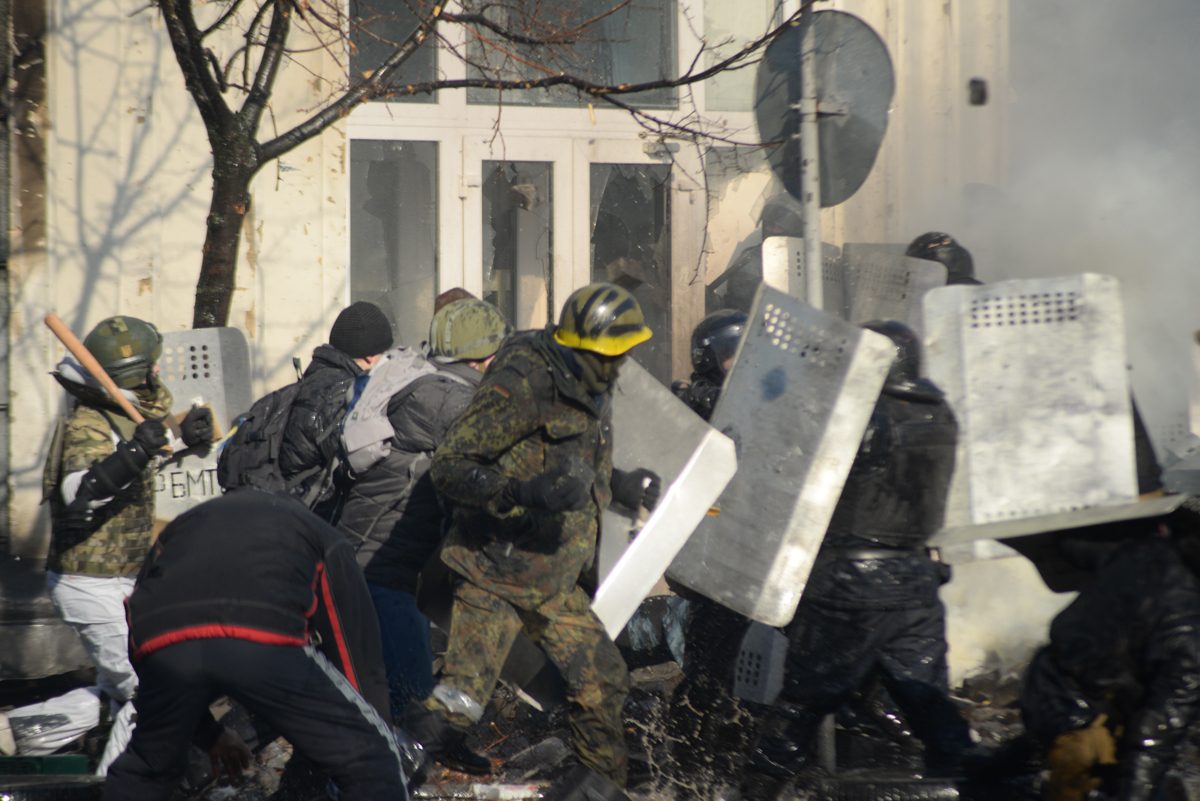
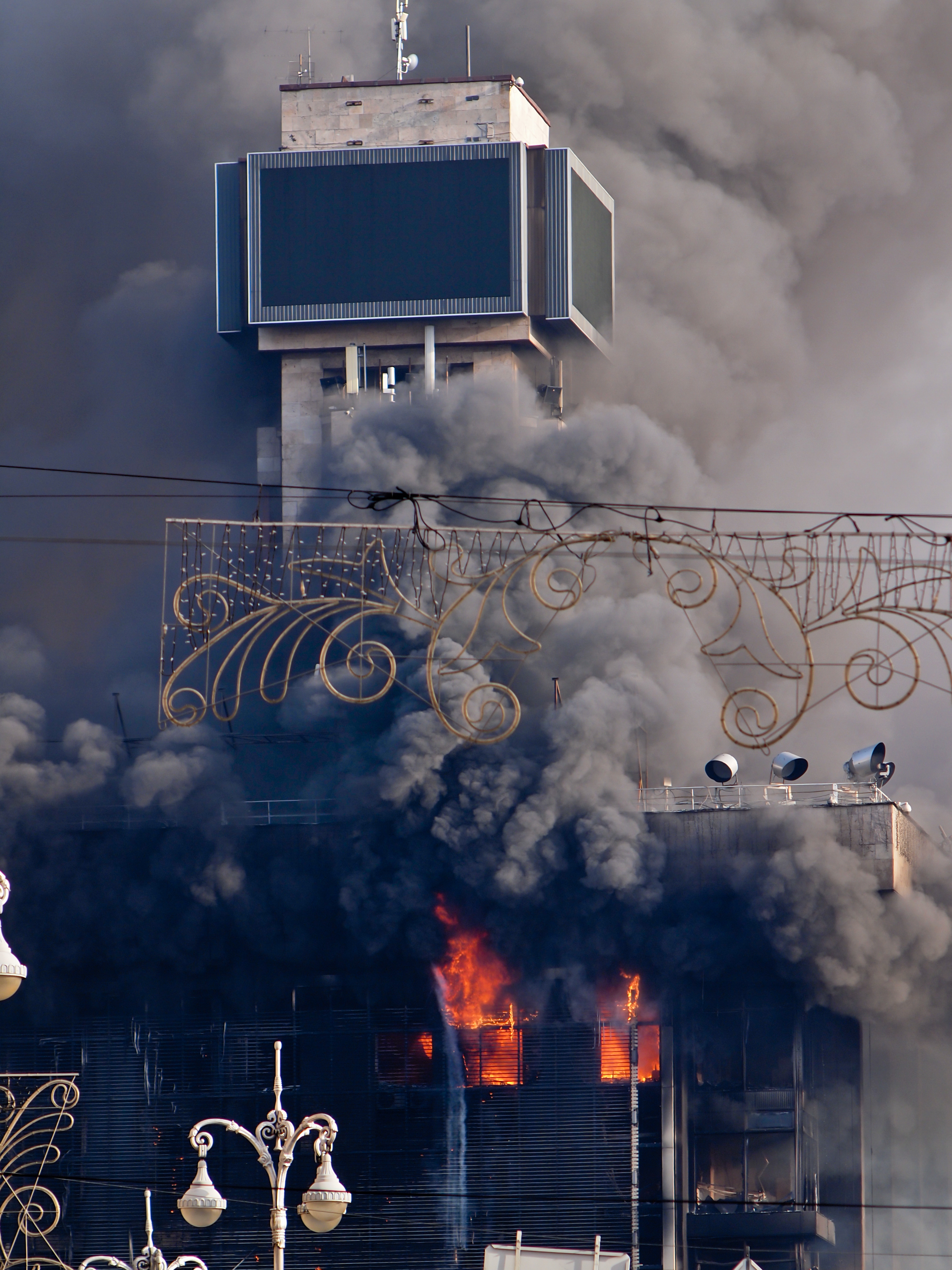
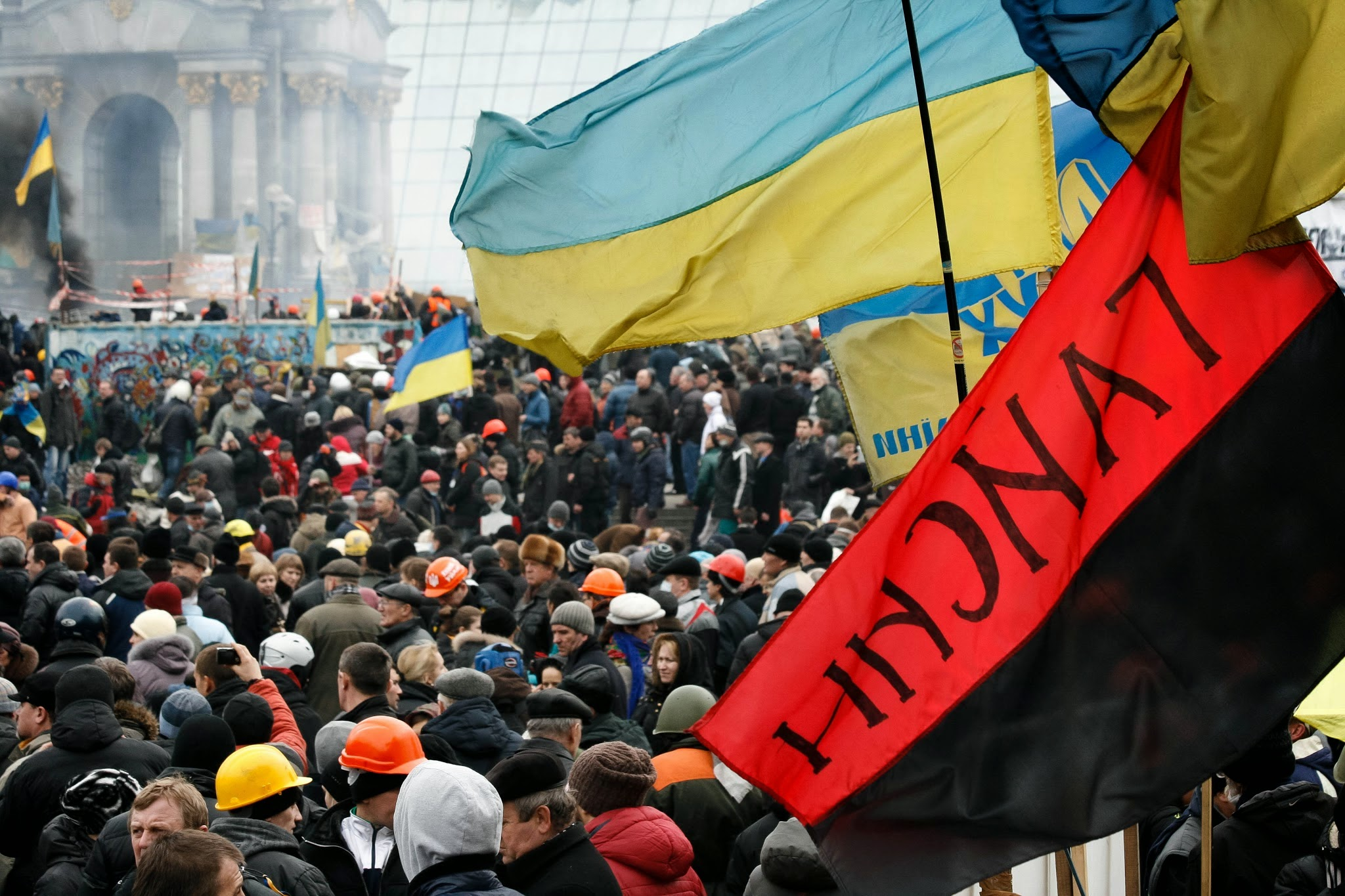
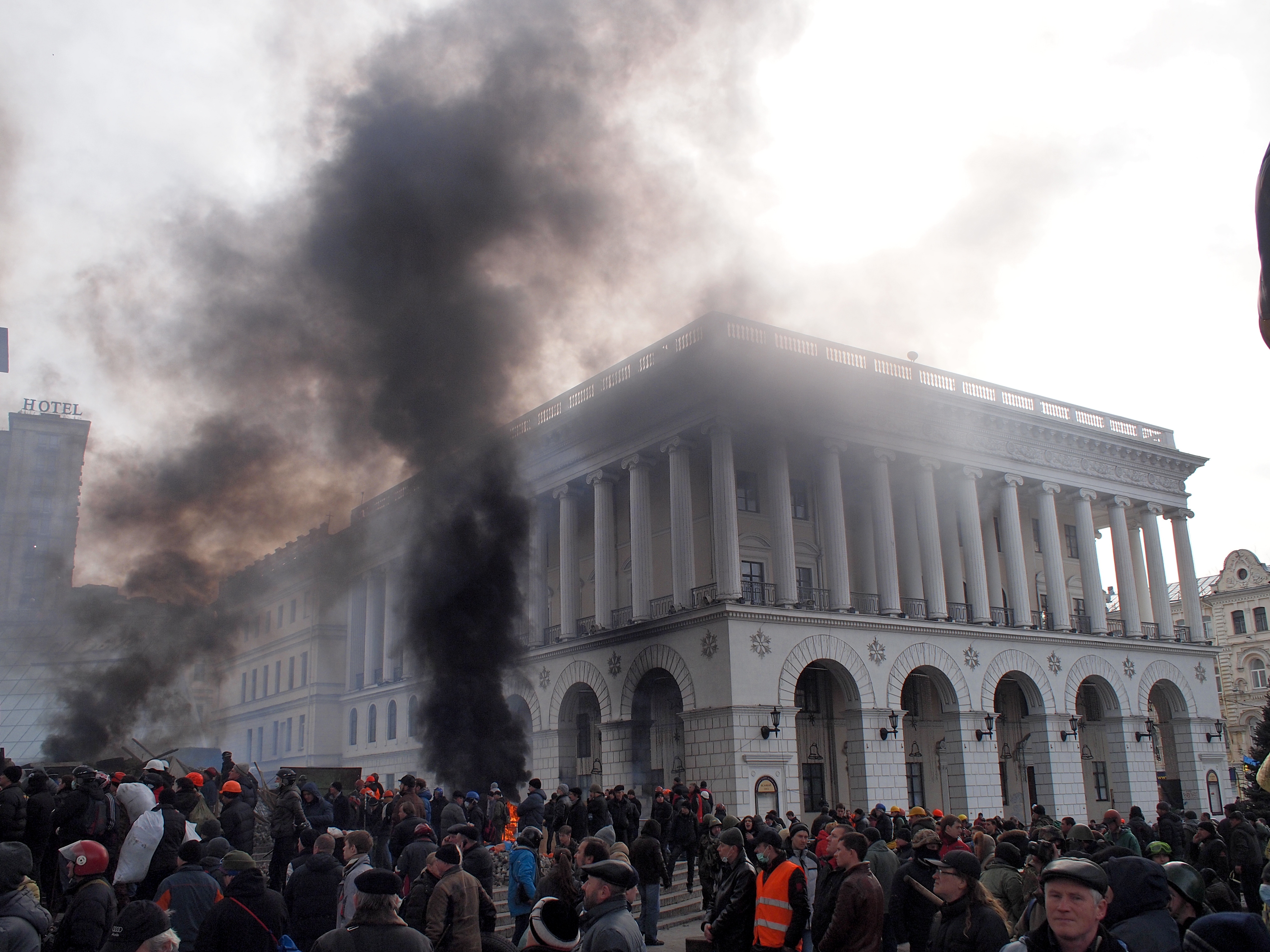
Manifestants devant l'Académie de musique Tchaïkovski de Kiev.
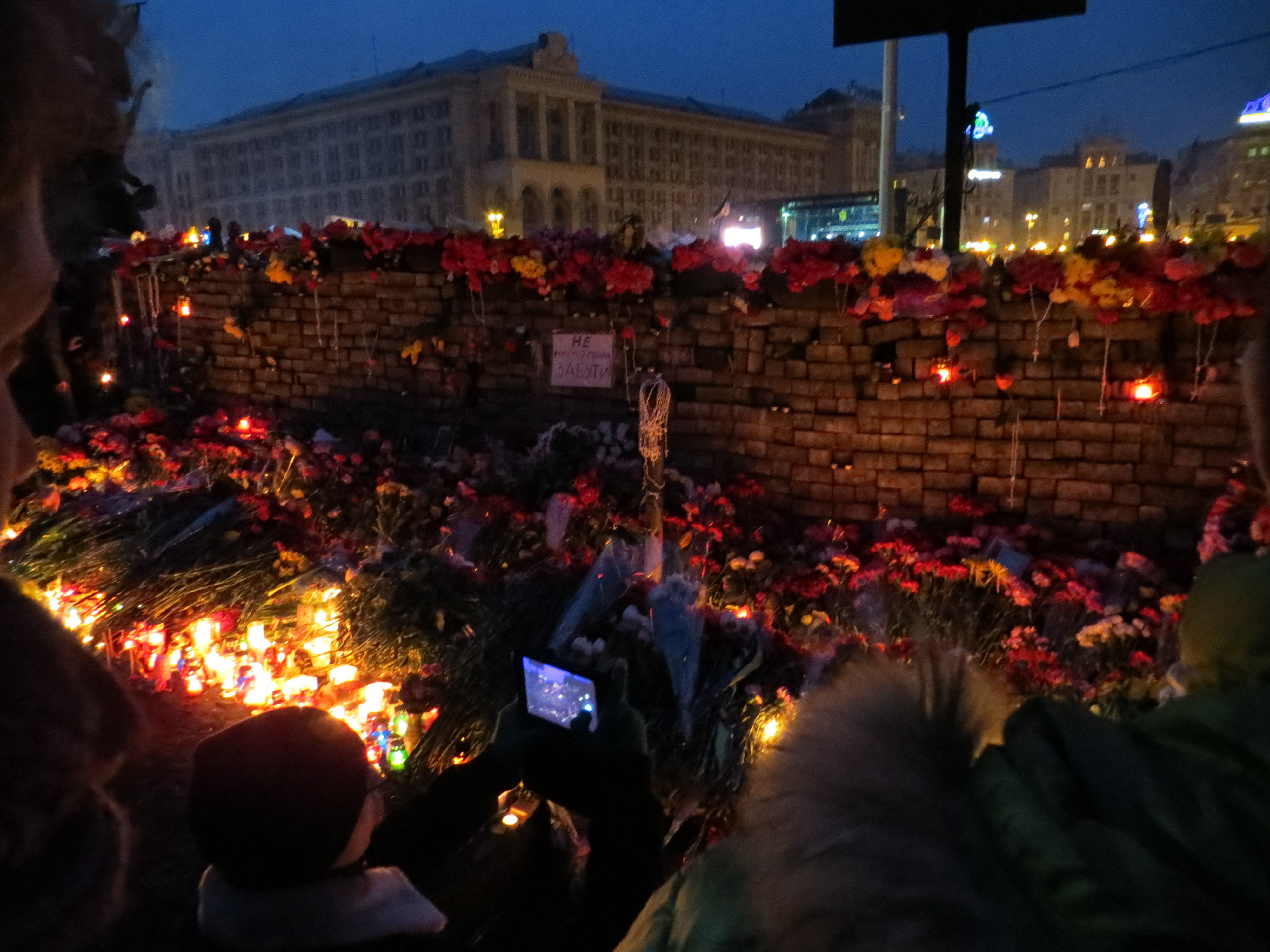
Mémorial aux morts sur la place Maïdan le 23 février.